# 혼나가시노역
혼나가시노역(일본어: 本長篠駅)은 일본 아이치현 신시로시에 위치한 도카이 여객철도 이다선의 철도역이다. 섬식 승강장 1면 2선의 구조를 갖춘 지상역이다.

## 타는 곳
| 승강장 | 노선     | 방향 | 행선지               | 비고                                                              |
| ------ | -------- | ---- | -------------------- | ----------------------------------------------------------------- |
| 1      | ■ 이다선 | 하행 | 주부텐류 · 이다 방면 |                                                                   |
| 1      | ■ 이다선 | 상행 | 도요하시 방면        | 혼나가시노 시발 열차의 일부가 사용                                |
| 2      | ■ 이다선 | 상행 | 도요하시 방면        | 주부텐류 방면으로부터의 열차와 혼나가시노 시발 열차의 일부가 사용 |

## 역 주변
- 호라이지
- 국도 제151호선
- 국도 제257호선

## 역사
- 1923년 2월 1일 : 호라이지 철도의 '호라이지 역'으로서 개업.
- 1929년
  - 3월 15일 : '호라이지구치 역'으로 개칭 신고. 적어도 같은 해 4월 3일에는 '호라이지구치'로 개칭했다.
  - 5월 22일 : 다구치 철도선 (이후 도요하시 철도 다구치 선)이 개업.
- 1943년 8월 1일 : 호라이지 철도선이 국철 이다선으로서 국유화. 국철과 다구치 철도선의 역이 되어, 동시에 '혼나가시노 역'으로 개칭.
- 1956년 10월 1일 : 회사 합병에 의해, 다구치 철도선이 도요하시 철도 다구치 선이 되어, 국철과 도요하시 철도의 역이 된다.
- 1968년 9월 1일 : 도요하시 철도 다구치 선이 전면 폐지, 국철 단독 역이 된다.
- 1971년 12월 1일 : 화물의 취급을 폐지.
- 1984년 2월 1일 : 하물의 취급을 폐지.
- 1987년 4월 1일 : 일본국유철도 분할 민영화에 의해, 도카이 여객철도가 승계.

## 인접 역
| 도카이 여객철도 이다선   | 도카이 여객철도 이다선 | 도카이 여객철도 이다선   |
| ------------------------ | ---------------------- | ------------------------ |
| 오미 도요하시 방면       | ■ 쾌속 (상행선만 운전) | 미카와오노 고마가네 방면 |
| 도카이 여객철도 이다선   |                        |                          |
| 나가시노조 도요하시 방면 | ■ 보통                 | 미카와오노 다쓰노 방면   |